# Скорсби (залив)
Ско́рсби (гренл. Kangertittivaq) — самый большой фьорд в мире.
Фьорд назван в честь шотландских китобоев отца и сына Скорсби, которые открыли его в 1822 году и нанесли на карту.
Расположен на восточной части Гренландии. Его длина составляет 350 км, глубина достигает 1450 метров. Приливы полусуточные и смешанные до 1,3 м.
Сформировался в результате затопления морем тектонической впадины. Скорсби с октября по июнь покрыт льдом.

## Фауна
В водах Скорсби обитают кольчатая нерпа, морской заяц, гренландский тюлень, атлантический морж, белухи и нарвалы.
На побережье фьорда находятся большие колонии мигрирующих птиц — люрики, полярные крачки, серебристые чайки, полярные гагары и другие.